# Jas Ram Singh
Le lieutenant-colonel Jas Ram Singh, AC (1er mars 1935), est un officier de l'armée indienne et récipiendaire du Ashoka Chakra, la plus haute décoration militaire de l'Inde en temps de paix.

## Jeunesse
Le lieutenant-colonel Jas Ram Singh est né le 1er mars 1935 dans le village de Bhabokra dans le district de Bulandshahr de l'Uttar Pradesh. Son père, Shri Badan Singh était un simple fermier et a inculqué à ses enfants l'honnêteté, l'intégrité et la vie simple. En l'absence d'installations de base et même d'une école primaire dans son village, le lieutenant-colonel Jas Ram Singh a dû lutter dans son enfance. Il avait fait ses études primaires dans un autre village, après quoi il a rejoint le NREC à Khurja pour ses études supérieures.

## Carrière militaire
Il a rejoint l'armée en tant que signaleur. Après avoir servi dans un certain nombre de régiments de transmissions, il a été sélectionné comme instructeur au sein du Corps éducatif de l'armée où il a continué jusqu'en 1963. La même année, il a été nommé officier commissionné d'urgence de l'OTS de Madras au Rajput Regiment .

## Opération à Mizo Hills
En 1968, le capitaine Jas Ram Singh est affecté au régiment Rajput à Mizoram. La même année, il dirigeait le peloton du 16 bataillon du régiment Rajput à Mizo Hills. Il a appris que certains militants étaient cachés dans les collines de Mizo. Après avoir reçu les informations, il a fait de gros efforts et a appris que près d'une cinquantaine de militants étaient présents dans un village de Mizo Hills. Le capitaine Jasram Singh et deux sections se sont immédiatement dirigés vers le village. Lorsqu'ils étaient sur le point d'atteindre le village, les pelotons ont subi de lourds tirs de militants d'une caractéristique dominante. Le capitaine Jasram Singh a mené l'assaut individuellement et a dépassé la position des militants. Après cet acte courageux, les militants ont abandonné leur position et se sont enfuis. Ils ont laissé deux morts, six blessés et une énorme quantité d'armes et de munitions. Dans cette rencontre complète, le capitaine Jasram Singh a fait preuve d'une bravoure et d'un leadership remarquables. Pour sa bravoure, il a reçu le prix Ashoka Chakra.